# Fat Pat
Fat Pat, de son vrai nom Patrick Hawkins (né le 4 décembre 1970 à Houston, Texas, et mort assassiné le 3 février 1998 dans la même ville), est un rappeur américain, membre du DEA (Dead End Alliance) avec son frère John « Big Hawk » Hawkins, DJ Screw et Kay-K, tous membres originaux du collectif de hip-hop Houstoniens Screwed Up Click (en),.

## Biographie

### Décès
Le 3 février 1998, Hawkins est abattu au 10440 South Drive, à Houston, au Texas, en se rendant à l’appartement d’un promoteur pour recueillir des honoraires de comparution,,,. Il est abattu dans le couloir extérieur, en attendant le promoteur qui n'était manifestement pas chez lui.
Huit ans plus tard, son frère, le rappeur Big Hawk, est assassiné par balles à son tour. Après la mort de Pat en 1998, le rappeur D-Reck de Screwed Up Click and Wreckshop Records a décidé de réaliser un documentaire combinant des séquences à la fois anciennes et récentes de Fat Pat et des membres des deux cliques du rap. Le film de 50 minutes, Fat Pat - Ghetto Dreams, sort en 1999, puis republié en DVD un an plus tard sous forme de double long métrage avec un autre film réalisé par SUC et mettant en vedette Big Moe, intitulé Mann! the Movie.

## Discographie

### Albums studio
- 1998 : Ghetto Dreams
- 1998 : Throwed in da Game
- 2001 : Fat Pat's Greatest Hits
- 2004 : Since The Gray Tapes
- 2005 : Since The Gray Tapes Vol. 2
- 2008 : I Had a Ghetto Dream

### Avec Dead End Alliance
- 1998 : Screwed for Life

### Singles
| Année | Chanson     | US Hot 100 | US R & B | US Rap | Album         |
| ----- | ----------- | ---------- | -------- | ------ | ------------- |
| 1998  | "Tops Drop" | -          | 46       | 5      | Ghetto Dreams |

### Singles enfeaturing
| Année | Chanson                                                         | US Hot 100 | US R & B | US Rap | Album                       |
| ----- | --------------------------------------------------------------- | ---------- | -------- | ------ | --------------------------- |
| 1997  | "25 Lighters" (DJ DMD featuring Lil' Keke & Fat Pat)            | -          | -        | -      | Twenty-Two: P.A. World Wide |
| 1999  | " Wanna Be a Baller " (Lil' Troy featuring Fat Pat et Big Hawk) | 70         | 40       | 31     | Sittin 'Fat Down South      |
| 2006  | "Swang" (Trae featuring Pat Fat & Big Hawk)                     | -          | -        | -      | Restless                    |